# Banffshire

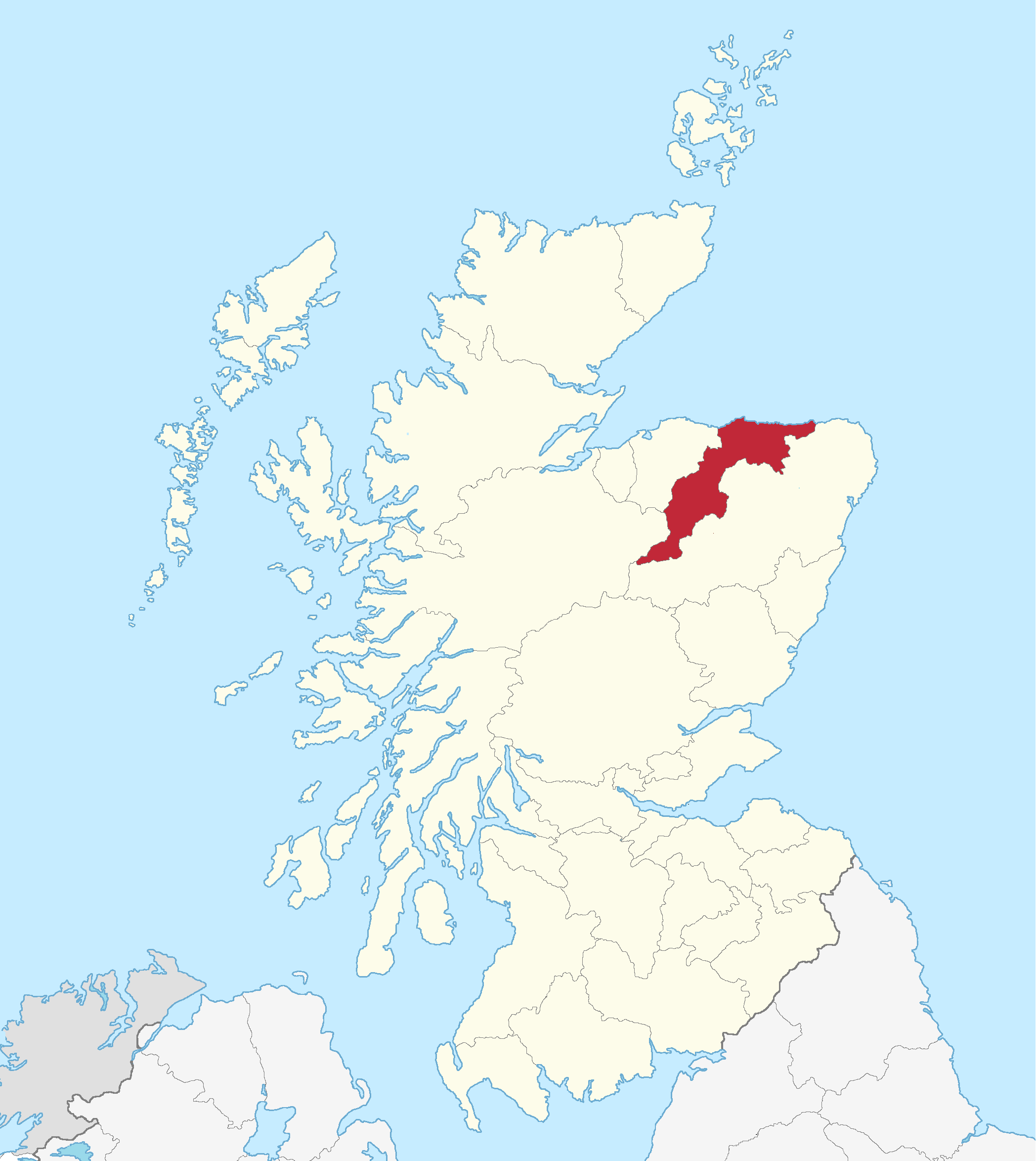
Lage von Banffshire in Schottland

Banffshire (schottisch-gälisch Siorrachd Bhanbh) ist eine der traditionellen Grafschaften von Schottland, gelegen im Nordosten Schottlands zwischen den Cairngorm Mountains und der Küste des Moray Firth. Historischer Verwaltungssitz und namensgebender Ort ist die Stadt Banff. Die größte Stadt der Grafschaft ist Buckie, eine Kleinstadt mit 8000 Einwohnern.
Als Verwaltungsgrafschaft bestand Banffshire zwischen 1890 und 1975 und ging dann in der Region Grampian auf. Die Region Grampian wurde 1996 aufgelöst; seitdem ist das Gebiet von Banffshire auf die beiden Council Areas Moray und Aberdeenshire aufgeteilt.  Banffshire ist heute noch eine der Lieutenancy Areas von Schottland.